# Jochen Kienbaum
Jochen Kienbaum (* 8. Dezember 1946 in Gummersbach) ist ein deutscher Unternehmensberater und ehemaliger Vorsitzender der Geschäftsführung der Kienbaum Consultants International GmbH. 

## Leben
Jochen Kienbaum ist Sohn des Unternehmensberaters Gerhard Kienbaum, Gründer der Kienbaum Unternehmensberatung. Im Anschluss an eine Bankausbildung studierte Jochen Kienbaum Wirtschaftswissenschaften an der TU Berlin. Ab 1986 führte die Geschäfte der Kienbaum Unternehmensberatung und etablierte das Unternehmen auch im Bereich Personalberatung und Executive Search. 2018 übernahm sein Sohn Fabian Kienbaum die Geschäftsführung.
In den Jahren 1999 und 2000 war er Präsident des Bundesverbandes Deutscher Unternehmensberater.
Über seine beruflichen Aktivitäten hinaus ist er seit 2017 Vorstandsvorsitzender der Stiftung Deutscher Spitzenpferdesport und Mäzen und Aufsichtsrat des Handballvereins VfL Gummersbach. 
Kienbaum ist Unterstützer des Wirtschaftsforums der FDP.

## Ehrungen und Auszeichnungen
2019 wurde Jochen Kienbaum für seine Leistung und seinen Einsatz für die Consulting-Branche in Deutschland mit einem Sonderpreis für sein Lebenswerk ausgezeichnet.
2020 wurde er für seine Unterstützung eines Vereins zur Beratung von Mädchen, Jungen und Frauen, die Opfer von Gewalt geworden sind, mit dem Verdienstorden des Landes Nordrhein-Westfalen ausgezeichnet.